# Saragossa siccanorum
Saragossa siccanorum är en fjärilsart som beskrevs av Otto Staudinger 1870. Saragossa siccanorum ingår i släktet Saragossa och familjen nattflyn. Inga underarter finns listade.